# La Serpent
La Serpent település Franciaországban, Aude megyében. Lakosainak száma 95 fő (2022. január 1.). La Serpent Antugnac, Bouriège, Festes-et-Saint-André, Val-du-Faby és Roquetaillade-et-Conilhac községekkel határos.

## Népesség
A település népességének változása:
| Lakosok száma | 106  | 91   | 85   | 72   | 83   | 87   | 92   | 95   | 95   | 95   |
|               | 1968 | 1982 | 1990 | 2006 | 2013 | 2015 | 2017 | 2019 | 2020 | 2022 |